# مزرعة غوركي (رستاق)
مزرعة غوركي (بالإنجليزية: Mazraeh-ye Gurki)‏ هي منطقة سكنية تقع في إيران في فارس.